# Ulrichstein
Ulrichstein is een gemeente in de Duitse deelstaat Hessen, en maakt deel uit van de Vogelsbergkreis.
Ulrichstein telt 2.908 inwoners.

## Delen van Ulrichstein
- Bobenhausen II
- Feldkrücken
- Helpershain
- Kölzenhain
- Ober-Seibertenrod
- Rebgeshain
- Ulrichstein (hoofdplaats)
- Unter-Seibertenrod
- Wohnfeld

Alsfeld ·
Antrifttal ·
Feldatal ·
Freiensteinau ·
Gemünden (Felda) ·
Grebenau ·
Grebenhain ·
Herbstein ·
Homberg (Ohm) ·
Kirtorf ·
Lauterbach (Hessen) ·
Lautertal (Vogelsberg) ·
Mücke ·
Romrod ·
Schlitz ·
Schotten ·
Schwalmtal ·
Ulrichstein ·
Wartenberg